# 埃倫堡森特 (紐約州)
埃倫堡森特（英語：Ellenburg Center）是位於美國紐約州克林頓縣的非建制地區。

## 歷史
埃倫堡森特的郵局自1893年營運至今。

## 地理
埃倫堡森特所處的海拔為高於海平面372米（即1220英呎），而該地所採用的時區為UTC-5，即北美东部时区（EST）。同時該地設有夏令時間，為UTC-5調快一小時，即UTC-4（EDT）。